# 草薙流古武術
草薙流古武術（くさなぎりゅうこぶじゅつ）は、エス・エヌ・ケイおよびSNKプレイモア（現SNK）の対戦型格闘ゲーム『ザ・キング・オブ・ファイターズ』シリーズに登場する架空の古武術。また、その分派である八神（八尺瓊）流古武術（やがみ（やさかに）りゅうこぶじゅつ）についても本項で詳述する。
以下、『ザ・キング・オブ・ファイターズ』シリーズを、略称である『KOF』または作品の年代（『'○○』）で表記する。

## 概要
まず本家本元である草薙流古武術は、草薙家代々に伝わる一族特有の古武術で、拳や蹴りなどに炎を発生させてそれを自在に操りながら、対象者を焼き払うことに特化している。炎を発生させる能力を持つ、草薙・八神の両一族の人間が使うことを前提に作られた格闘術であるため、基本的に一族以外の人間に教えられることはなく、草薙家の人間の遺伝子を他者に移植できたとしても、草薙家の者でなければ扱いが非常に難しく力を上手く制御しきれないところがある。現に矢吹真吾は（自称）草薙京直伝・草薙流古武術を使い、京も「面白半分の弟子」と認めているが、体術のみしか使えず炎は扱えない他、K' やネームレスに至っても草薙の炎をまだ完璧に使いこなせてはいない。
一方、草薙流の分派にあたる八神(八尺瓊)流古武術は、オロチの力を欲し血の契約を交わした八尺瓊一族（後の八神一族）が使う炎はオロチの血の影響により、本来の赤い炎ならぬ青紫色の炎（ただし、使い手の人としての本能によって八神の炎も赤くなる〈八尺瓊の炎に戻る〉ことがある）と猫背の状態から相手を切り裂くというまるで蛇そのもののような戦術を組み合わせて、拳や蹴りなどで外部から焼き払う草薙流とは対照的に、自身の爪で切り裂いた傷口から内部を焼き尽くすことに特化している。なお、八神一族はオロチの血の影響で炎を使えば使うほど命を縮める結果となるため、八神家の後継者は代々短命である。
伝承にある「草薙の剣」は、「草薙の拳」つまりは草薙流のことだとされている（それに倣い、草薙・八尺瓊〈現在は八神〉・八咫〈神楽〉の三家はあわせて「三種の神器」と呼ばれる）。なおスタッフによると、主人公の苗字が草薙になったのは偶々であり、そこから日本神話を連想して作られた設定だそうで、最初から三種の神器とするために草薙姓を与えたわけではないという。1作目の『'94』時点では「草薙の剣=草薙の拳」以上の設定は無く、他の二家の存在も、オロチがどういうものかも設定されていなかった。
ただし、元ネタである日本神話で八岐大蛇退治に使われたのは十束剣であり、天叢雲剣（草薙の剣）は退治した後の大蛇の体内から発見された品である。また草薙の剣の名も後の時代になってから、日本武尊によって付けられたものであり、大蛇退治の頃からの名前ではない。

## 使い手
- 草薙流
  - 草薙柴舟（先代継承者）
  - 草薙京（現継承者、祓う者）
    - 京-1、京-2、KUSANAGI（京のクローンもしくは幻影）

  - 草薙蒼司（一族の人間、京のいとこ）
  - 矢吹真吾（一族の人間ではないが、京や柴舟に師事）
- 八神（八尺瓊）流
  - 八神庵（現継承者、封ずる者）
    - ミスX（庵の女装もしくは女体化）

その他、ゲーム上では衣装や技構成が異なる京や庵本人の別バージョンが複数存在する。

## 技の解説
草薙流・八神（八尺瓊）流の技は、ほとんどのものが「○○式」と名が付き、これは草薙流・八神流古武術にある技の格付けを表している。○○には基本的に漢数字が入るが、後述の「外式」には数字がつかない。また、通常投げや「外式・鉄鉈（庵の空中ふっ飛ばし攻撃）」を除くふっ飛ばし攻撃、攻撃避けなどには「外式」を含めた「式」の冠が付いていない。
技名の頭に「○○式」とつく必殺技は武術の中の「奥義」に当たり、「裏○○式」とつく必殺技は「秘奥義」に当たる。秘奥義のさらに上を行くものが、「神技（しんぎ）」と呼ばれ、秘奥義の枠さえも越えているため、「式」という共通の格付けがなされていない。
なお傾向として（裏）1 - 99式には通常技が、100 - 999式には必殺技や一部の超必殺技が、1000番台と100番台以降の裏◯◯式には超必殺技が当てられ、オロチの力を利用した超必殺技には禁○○番台が当てられる。
また、同じ「式」でも特殊な使われ方をするもの（一部の特殊技など）は「外式」と呼ばれる。主に、通常技ほどシンプルではなく、必殺技ほど大きなダメージを与えないものに「外式」の格付けが用いられる。
異名がつくものもあり、その場合は「○○式・（異名）」かその異名のみで呼ばれる（例：百式・鬼焼き、「鬼焼き」）。『'97』が初登場となる真吾の技の大半は「○○式・××未完成」となっている（炎を出せないため）。
『'99』にて初登場の草薙京-1（以下『京-1』と表記）と草薙京-2（以下『京-2』と表記）は、元の京に比べると、技の性能がそれぞれ大きく異なり、差別化がなされている。また、技名には「七拾五式・改」を除いて「○○式」が一切付かないことも特徴。
なお、異名の読み仮名については濁点の有無などの表記揺れが発生しているものもある。例として、「百弐拾七式･葵花」は「あおいはな」と「あおいばな」の2種類の表記が確認できる。

### 通常技
技名が公表されている『'94』 - 『'96』の名称のみ記載。
京・柴舟・庵については、『2000』で京の遠距離立ち強キックが一時的に変更された以外は完全に新規の動作が追加されたことはないが、京の場合『XII』で強パンチ以外の立ち攻撃が近距離攻撃、ジャンプ攻撃が前方・後方ジャンプ攻撃の動作で統一され、『XIV』でもジャンプ攻撃はそのままになっている。なお、『2000』の遠距離立ち強キックについては、『2001』 - 『XI』のみ必殺技の「百弐拾五式・七瀬」として従来の動作に代わる形で使われている。
真吾の通常技の技名は公表されていないが、吹っ飛ばし・地上吹っ飛ばし・遠距離立ち強キック（柴舟と同じ型）、ジャンプ強キック（『'98』までは七拾八式で統一、『'99』以降は垂直ジャンプ攻撃が京とも柴舟とも異なるものに差し替え）、遠距離立ち強パンチ（京とも柴舟とも異なる）を除けば京と全く同じ動作である。
京-1、京-2、KUSANAGIなども通常技の技名は公表されていないが、基本的に京の動作に準じている。

#### 草薙京
| 操作                                      | 立ち（近距離）                          | 立ち（遠距離）                  | しゃがみ                                | 垂直ジャンプ                        | 前方ジャンプ                        | 後方ジャンプ                        |
| ----------------------------------------- | --------------------------------------- | ------------------------------- | --------------------------------------- | ----------------------------------- | ----------------------------------- | ----------------------------------- |
| 弱パンチ                                  | 壱式                                    | 弐式                            | 拾壱式                                  | 拾七式                              | 拾八式                              | 拾八式                              |
| 強パンチ                                  | 五式                                    | 七式                            | 拾五式                                  | 拾九式                              | 拾九式                              | 拾九式                              |
| 弱キック                                  | 弐拾壱式                                | 弐拾七式                        | 参拾参式                                | 四拾参式                            | 四拾八式                            | 四拾八式                            |
| 強キック                                  | 『'94』：七拾五式 『'95』以降：七拾六式 | 九拾九式 『2000』：（名称不明） | 『'94』：八拾八式 『'95』以降：九拾八式 | 七拾八式                            | 七拾九式                            | 七拾九式                            |
| 攻撃避け                                  | 霞                                      | 霞                              | -                                       | -                                   | -                                   | -                                   |
| 『'94』：避け攻撃 『'95』：カウンター攻撃 | 外式・霞裏肘（かすみりちゅう）          | 外式・霞裏肘（かすみりちゅう）  | -                                       | -                                   | -                                   | -                                   |
| ふっ飛ばし攻撃                            | 鳳麟・陽                                | 鳳麟・陽                        | -                                       | 『94』：拾八式 『95』以降：跳び鳳麟 | 『94』：拾八式 『95』以降：跳び鳳麟 | 『94』：拾八式 『95』以降：跳び鳳麟 |
| ダッシュ                                  | 甲・前駆                                | 甲・前駆                        | -                                       | -                                   | -                                   | -                                   |
| バックステップ                            | 乙・後駆                                | 乙・後駆                        | -                                       | -                                   | -                                   | -                                   |

#### 草薙柴舟
| ボタン         | 立ち（近距離） | 立ち（遠距離） | しゃがみ | 垂直ジャンプ | 前方ジャンプ | 後方ジャンプ |
| -------------- | -------------- | -------------- | -------- | ------------ | ------------ | ------------ |
| 弱パンチ       | 壱式           | 六式           | 拾壱式   | 拾四式       | 拾四式       | 拾四式       |
| 強パンチ       | 弐拾弐式       | 拾弐式         | 弐拾参式 | 弐拾六式     | 弐拾六式     | 弐拾六式     |
| 弱キック       | 弐拾五式       | 弐拾七式       | 参拾参式 | 四拾弐式     | 四拾弐式     | 四拾弐式     |
| 強キック       | 七拾六式       | 七拾六式       | 九拾八式 | 七拾九式     | 七拾九式     | 七拾九式     |
| 攻撃避け       | 霞             | 霞             | -        | -            | -            | -            |
| カウンター攻撃 | 外式・霞裏肘   | 外式・霞裏肘   | -        | -            | -            | -            |
| ふっ飛ばし攻撃 | 鳳麟・陽       | 鳳麟・陽       | -        | 楔討         | 楔討         | 楔討         |
| ダッシュ       | 甲・前駆       | 甲・前駆       | -        | -            | -            | -            |
| バックステップ | 乙・後駆       | 乙・後駆       | -        | -            | -            | -            |

#### 八神庵
| ボタン         | 立ち（近距離）                 | 立ち（遠距離）                 | しゃがみ   | 垂直ジャンプ | 前方ジャンプ | 後方ジャンプ |
| -------------- | ------------------------------ | ------------------------------ | ---------- | ------------ | ------------ | ------------ |
| 弱パンチ       | 参式                           | 四式                           | 拾参式     | 拾六式       | 拾六式       | 拾六式       |
| 強パンチ       | 九式                           | 裏九式                         | 裏拾五式   | 弐拾式       | 弐拾式       | 弐拾式       |
| 弱キック       | 弐十九式                       | 参拾壱式                       | 参拾五式   | 四拾壱式     | 四拾壱式     | 四拾壱式     |
| 強キック       | 六拾九式                       | 九拾壱式                       | 裏九拾八式 | 八拾壱式     | 八拾壱式     | 八拾壱式     |
| 攻撃避け       | 霞                             | 霞                             | -          | -            | -            | -            |
| カウンター攻撃 | 外式・霞焰刈（かすみえんかい） | 外式・霞焰刈（かすみえんかい） | -          | -            | -            | -            |
| ふっ飛ばし     | 鳳麟・陰 "阿修羅"              | 鳳麟・陰 "阿修羅"              | -          | 外式・鉄鉈   | 外式・鉄鉈   | 外式・鉄鉈   |
| ダッシュ       | 甲・蛇避                       | 甲・蛇避                       | -          | -            | -            | -            |
| バックステップ | 乙・後駆                       | 乙・後駆                       | -          | -            | -            | -            |

### 通常投げ

#### 草薙流
一刹背負い投げ（いっせつせおいなげ）
- 使用者：草薙京、草薙柴舟、矢吹真吾、京-1、京-2

相手を背負い投げで投げたあと、相手の上に倒れ込むようにして落とす肘打ち（京）や下段突き（柴舟）で追い打ちをかける。真吾の「一刹背負い投げ 不完全」は投げたあとの追い討ちがない。
釟鉄（はつがね）
- 使用者：草薙京、矢吹真吾、京-1、京-2

『'96』以降、京に追加された投げ技で、掴んだ相手に裏拳を打ち吹き飛ばす。真吾も習得している。
『XIV』では、相手を引き寄せて前のめりにバランスを崩させ、延髄への肘打ちで叩き伏せる攻撃になっている。
燧槌（ひきりつち）
- 使用者：草薙柴舟

「弐拾五式」で転倒させた相手に「外式・砌穿ち」で追撃。
技名の由来は古代の人々が火を熾すために使っていた「燧槌」と「燧杵」という道具。ツキノヨルオロチノチニクルフイオリ（以下暴走庵）の技には「燧杵」がある。

#### 八神流
神逐（かんやらい）
『XIV』で後述の逆逆剥ぎの代わりに追加された投げ技。片手で相手の首を掴んで吊るし上げ、もう片方の腕で薙ぐようにして叩き伏せる。
技名の由来は、日本神話において神の追放（特にスサノオの高天原からの追放）を表す「神逐」。
屑風（くずかぜ）
相手を後ろに放り投げて姿勢を崩し、無防備状態にする。元々は『'95』でのもう1つの投げ技であったが、『'96』以降は必殺技となり、相手のガードを崩す掴み技に性質が変更された。
『SNK GALS' FIGHTERS』のミスXは「葛風（くずかぜ）」として同様の技を使う。
逆剥ぎ（さかはぎ）
爪の指先を相手の体に減り込ませ、手首を返してえぐる。相手は鮮血を噴き出しながら吹き飛びダウンする。
技名の由来は、大祓詞に出てくる天つ罪・国つ罪の一つである逆剥。
逆逆剥ぎ（さかさかはぎ）
『'96』にて追加されたもう1つの投げ技で、相手の後方に回り込み、「逆剥ぎ」を繰り出す。
燧杵（ひきりぎね）
『SVC CHAOS』において暴走庵が逆剥ぎの代わりに使う通常投げで、相手の首を両手で掴んで爆発させる（通常版八稚女の最後の動作）。
技名の由来は古代の人が火を熾すために使った道具（対になる「燧槌」という道具の名前は草薙柴舟の通常投げの技名に使われている）。

### 特殊技

#### 草薙流
楔討（くさびうち）
- 使用者：草薙柴舟、矢吹真吾

空中から拳を振り抜き殴り付ける（真吾は技名が公表されていないが、動作が柴舟と全く同じである。なお、カウンターヒット時は自動的に2ヒットし、ダメージが増大する）。
外式・轟斧 陽（げしき・ごうふ よう）
- 使用者：草薙京、矢吹真吾、京-2

その場から片足での踵落としを決める。草薙流（陽）は普通の踵落としで、しゃがみガード不可（『'99』以降は、オリジナルの京のみ攻撃のモーションが変更。通常技キャンセルで出すと以前のようになる）。
真吾の場合、「陽」ではなく「カッコだけ」が付き、しゃがみガードで防がれる。
京-2のものは弱攻撃からも繋がるほど発生が速く、このあとに「毒咬み」がつながる。
外式・頭椎（くぶつち）
- 使用者：草薙柴舟

外回しで跳ねるように放つ踵落とし。しゃがみガード不可。
技名の由来は、刀剣の柄頭が瘤状になっていることを表す単語。
外式・轟槌（ごうつい）
- 使用者：草薙柴舟

前方に踏み込みながら、頭上で構えた両拳をそれぞれ両側に振り下ろす。しゃがみガード不可。
外式・奈落落とし（ならくおとし）
- 使用者：草薙京、京-2

空中から両の拳を組んで振り下ろす。空中で当てた相手を地面に叩き付ける効果がある。また、ヒット・ガードを問わず、この技が当たったあと、京はすぐに着地する。
跳び鳳麟（とびほうりん）
- 使用者：草薙京、京-1、京-2

後述の「鳳麟」を空中から繰り出す。
八拾八式
- 使用者：草薙京、京-2

屈んだ状態から相手の脛を蹴り、続いてもう片方の脚で横膝に蹴りを入れる。『'94』および京-2ではしゃがみ強キック、『'95』以降（『'96』では未使用）は特殊技で、弱攻撃からキャンセルで繋がるほど発生が速い（ヒット効果はのけぞり）。京-2の場合は初段が必殺技でキャンセル可能。
鳳麟 陽（ほうりん よう）
- 使用者：草薙京、草薙柴舟、矢吹真吾、京-1、京-2

その場で肩口から体ごとぶつかる、いわゆるショルダータックル。京と柴舟・真吾ではぶつかる肩と逆側の腕の構える位置が違っており、京は頭上、柴舟と真吾は顎下になっている。
真吾も問題なく習得しているが、「外式」の細かい意味を理解していなかったために、鳳麟をアレンジした技に「外式・駆け鳳燐」（助走を付けて鳳麟を繰り出す・超必殺技）と名付けた。以降、真吾が草薙流の技をアレンジした必殺技は「オレ式」と銘打っている（それらの元の技は草薙流の「外式」ではない）。

#### 八神流
外式・抗月（あがつき）
『MI』で装備。前進しながら攻撃。
外式・杭（くい）
『XIII』で装備。突き上げた拳を前方に振り下ろす技。
外式・轟斧 陰（ごうふ いん）“死神（しにがみ）”
踏み込みつつ踵で顎をかち上げ（作品によってはこの部分で攻撃しない）、上げきった足を首を狩るように落とす独特の型。威力は高いが顎をかち上げてからのかかと落としのために距離が離れる。「死神」と名づけた所以は草薙流の「轟斧 陽」より顎のかち上げがある分だけより相手を倒しやすいからである。
外式・鉄鉈（てつなた）
空中モンゴリアンチョップ。
外式・夢弾（ゆめびき）
爪を振り下ろして相手を切り裂き、さらにその腕で裏拳を繰り出す。
『CAPCOM VS. SNK（以下『CVS』と表記） 2』では前述の裏拳の部分のみを出す特殊技になっている。
外式・百合折り（ゆりおり）
空中で、庵から見ての後方に延髄斬りを出す。相手はヒット・ガードを問わず庵側に引き込まれる。
鳳麟 陰（ほうりん いん）“阿修羅（あしゅら）”
その場で肩口から体ごとぶつかるショルダータックル。背中を中心とする草薙流の「鳳麟 陽」とは違い、こちらは頭と肩口を中心にタックルをする（そのため、頭突きのようにも見える）。この点が己の負傷も厭わないで攻める姿から阿修羅と結び付けている。

### 必殺技

#### 共通技
百式・鬼焼き（おにやき）
- 使用者：草薙京、草薙柴舟、草薙蒼司、矢吹真吾、八神庵、京-2

その場で肘を打ってから裏拳のように腕を伸ばし、炎を纏い1回転（『CVS』では2回転）して舞い上がる。『'96』 - 『'98』での京の「鬼焼き」は、無敵技からガードポイント付きの技に変更されたが（EX京の鬼焼きは無敵技）、『'99』以降は無敵技に戻った。
柴舟のものは京に比べると前方への攻撃判定が大きく、その分離れた相手にも攻撃が届く。攻撃の発生も京より早いが、その分無敵時間も京より短い。
真吾の場合、動作だけ模倣しているので炎は出ないが、肘の攻撃判定は強めに設定されている。
ゲームボーイ版『熱闘KOF'96』（以下『熱闘'96』と表記）のIORI'（暴走庵）は、鬼焼きの下降中に葵花の3段目に似た打ち下ろしを繰り出す。
『XIII』から追加されたEX版は、京の場合『XIII』では無敵時間が延長され、『XIV』では舞い上がる際の回転が2回に増える。庵の場合弱→弱→強の順で前進しながら3度「鬼焼き」を繰り出す、後述の「鬼焔」に似た技となる。
百八式・闇払い（やみばらい）
- 使用者：草薙京、草薙柴舟、草薙蒼司、八神庵、京-1

手から炎を放ち、地を走らせる。動作は草薙流が内から外へ腕を振るのに対し、八神流は下から腕を伸ばし送り出すようにする。これにより、草薙は前方へ、八神は真下から炎を出すという違いがある。
京-1の「闇払い」は全体的に動作が遅いが、ダウンしている相手に当たるようになっている。
『XIII』から追加されたEX版は、京の場合弾速上昇と貫通性能が付加される。庵の場合『XIII』では「八酒杯」のように相手の動きを止める効果が付加され、『XIV』では後述の「黄泉払い」と同じ射程の短い「闇払い」の2連発に変化する。
弐百拾弐式・琴月 （陽・陰）（ことつき よう・いん）
- 使用者：草薙京、矢吹真吾、八神庵、京-2

走り込んでの肘打ちから、相手を掴み炎を爆発させて相手を燃やす。
草薙流と八神流で掴んだあとの体勢と最後に付く字が違い、草薙流（陽）は首を掴み上げ、八神流（陰）は頭部を地面に叩き付ける。ただし、『熱闘'96』の暴走庵は八神流にもかかわらず掴み上げになっている。
真吾の使う「琴月 未完成」は肘打ちのあと、外式・奈落落とし（のような技）を出して地面に叩き付ける。
『XIII』から追加されたEX版ではコマンド投げとなり、京の場合始動時に相手の胸倉を掴んで引き寄せ、庵の場合肘打ちを省略しその場で相手の頭を掴んで地面に叩き付ける。

#### 草薙流
七拾五式・改（ななじゅうごしき かい）
- 使用者：草薙京、京-1

顎の辺りを2回連続で蹴り上げる。『'94』では地上で放つ近距離立ち強キックの「七拾五式」であったが、『'95』以降は技名に「改」が付き、低く飛びながら蹴り上げる必殺技になった。ただし、「改」の部分は技の個別名ではないため、本来式番号が省かれる京-1らもこの技のみそのままの名前で使用している。
京-1、京-2のストライカー動作も「七拾五式・改」名義であり、本来使用しない京-2もこの時だけは使う。『2000』の真吾のアナザーストライカー「コスプレイヤー京子」は「七拾五式・改²」として同様の技を使う。ただし、京-1、京-2、京子のストライカー動作では、まずR.E.D.KicKで飛び込んできた後、ヒットした場合は追撃せずに挑発、ヒットしなかった場合のみ七拾五式・改を放つものとなっている。
百壱式・朧車（おぼろぐるま）
- 使用者：草薙京、矢吹真吾、京-1

空中へ飛び上がりつつ、連続で回し蹴りを繰り出す。弱は1発限りだが、強では2連続で相手の体を蹴り上げ、さらに空中踵（かかと）落としを決める。『CvsS2』では中で2段攻撃、強で締めの踵落しが追加される仕様となっている。
炎を用いない技であるため、真吾の使う「朧車 未完成」も忠実なものになっている。ただし、『'98』までは強は1回ごとに跳んでいた。さらに『'98』では、攻撃回数がランダムで2回か3回となり、その3回目の攻撃は最後の踵落としを出そうとして頭から転落するというもので、ガード不能であった。『'99』以降もランダムで3回攻撃が出るが、ガード不能という性質は無くなった。
『KOFクロニクル』の草薙京 (Another Style) が使うEX仕様は脚に炎を纏う。
百拾式・鉈車（なたぐるま）
- 使用者：草薙柴舟、草薙京

肩でぶつかりながら飛び上がり、空中で踵を落とす。
百拾四式・荒咬み（あらがみ）
- 使用者：草薙京、草薙蒼司、矢吹真吾、京-2

炎を纏った、横殴りのボディブロー。このあとは「九傷」か「八錆」に（『XI』では「轢鉄」、『XIV』では「六鎚」にも）続く。『'96』以降の京を象徴する技である。
真吾が使用する「荒咬み 未完成」には続く技はなく、炎も出ない。
亜型百拾四式・種鬼灯（たねほおずき）
- 使用者：草薙京 (Another Style)

『KOFクロニクル』で使用。荒咬みに似たボディブローだが、火花のように小さな炎を出すのみ。京が日本チーム代表として「KOF」に参加するより前の頃に、自分なりのアレンジを研究中の段階で編み出した技。
百拾五式・毒咬み（どくがみ）
- 使用者：草薙京、矢吹真吾、京-2

大きく踏み込み、荒咬みとは逆の拳で炎を纏ったフックを放つ。このあとは「罪詠み」に（『ネオジオバトルコロシアム（以下『NBC』と表記）』では「荒咬み」にも）続く。
真吾の「毒咬み 未完成」は「荒咬み 未完成」と同じく続く技はないが、ヒット効果が吹き飛びダウンであるほか、『'97』では常に、『'98』ではまれに、踏み込み中の肘に攻撃判定が出現する（アッシュ編でもまれに発生する）。炎も出ないはずだが、アッシュ編では一瞬炎らしきものが出ることがまれにある。
百弐拾参式・灼焉（しゃくえん）
- 使用者：草薙京（『XI』のEX仕様では超必殺技）

「七瀬」で吹き飛ばした空中の相手を炎の爆発で包む。「毒咬み」→「荒咬み」→「九傷」→「七瀬」と繋いだ場合にのみ使用できる。
『君はヒーロー』では草薙京【ハロウィン】が単発のパッシブスキルとして使用する。
百弐拾四式・六鎚（むのつち）
- 使用者：草薙京

『XIV』で追加された「荒咬み」からの派生技で、低い姿勢から相手の足元を刈るように拳を振るい相手を浮かせる。このあとは「轢鉄」か「釣瓶落とし」に続く。
外式・釣瓶落とし（つるべおとし）
- 使用者：草薙京

『XIV』で追加された「荒咬み」→「六鎚」と繋いだ場合にのみ使用できる派生技で、宙に浮いた相手を外式・奈落落としと同じ動作で地面に叩き付ける。
百弐拾五式・七瀬（ななせ）
- 使用者：草薙京、京-2

鳩尾へ直蹴りを繰り出す。食らった相手は錐揉み回転して吹き飛びダウンする。
『'99』 - 『2000』では腕の構え方が変更され、『2001』 - 『XI』では上段回し蹴り（『2000』でのみ変更されていた遠距離立ち強キックと同じ動作）に変わっていた（京-2は変化なし）。
『XIII』のネスツスタイル京および『XIV』では『'98』までの動作に戻っている。
百弐拾七式・八錆（やのさび）
- 使用者：草薙京、草薙蒼司、京-2

「荒咬み」か「九傷」からの派生技で、一歩踏み込んで、肘を手斧のように鳩尾に叩き付ける。このあとは「七瀬」か「砌穿ち」に（『XI』では「七瀬」の代わりに「轟斧 陽」や「八拾八式」に）続く（ただし、「九傷」から繋いでいた場合は不可）。
外式・砌穿ち（みぎりうがち）
- 使用者：草薙京、京-1

「荒咬み」→「八錆」と繋いだ場合にのみ使用できる派生技で、下段に拳を繰り出す（攻撃判定はいわゆる無段で、立ち・しゃがみ両方のガードで防がれる）。
京-1の特殊技の1つでもあり、こちらは下段判定で弱攻撃からつながるだけでなく、ダウン中の相手に対する追撃攻撃としても使用可能。
百弐拾八式・九傷（このきず）
- 使用者：草薙京、草薙蒼司、京-2

「荒咬み」からの派生技で、半歩踏み込み、炎を纏った肘で相手の顎をかち上げる。このあとは「八錆」か「七瀬」に（『XI』では「轢鉄」にも）続く。
四百壱式・罪詠み（つみよみ）
- 使用者：草薙京、京-2

「毒咬み」を放った拳をそのまま振り上げ、裏拳で攻撃する技。『CvsS』では炎を纏った裏拳を振り抜く技となっている。このあと「罰詠み」に続く。
四百弐式・罰詠み（ばつよみ）
- 使用者：草薙京、京-2

半回転しながらやや斜めに飛び上がり、炎を纏った肘を打ち込む。『2001』以降、このあとは「鬼焼き」にも派生できる。なお、「毒咬み」→「罪詠み」→「罰詠み」→「鬼焼き」は元々「最終決戦奥義・無式」でのみ見られた流れである。
四百弐拾七式・神懸（かむかかり）
- 使用者：草薙柴舟

短距離を軽く飛んで相手に体当たりをし、さらに炎を纏った拳を上段に突き上げて燃やし、吹き飛ばす。
四百弐拾七式・轢鉄（ひきがね）
- 使用者：草薙京

初登場となる『'99』では、その場で素早くボディブローからショートアッパーを立て続けに繰り出す。強でのみ攻撃前にステップを行い、炎が発生する。
また、ガードポイントが有ることを利用して、発生するタイミングによっては一部のMAX超必殺技（ガードポイント有りも含む）をも捌いて続け様に攻撃を打ち込める。
『2000』以降はグラフィックも性能も変わり、弱が体を捻った1回転ステップのあとに炎を纏ったボディブロー、強がその場で上半身を捻っての炎のサブマリンアッパーとなる。
「神懸」と式数が重複する上、同じ技のはずなのに『'99』とそれ以降で大きく内容が変化しているが、理由については明かされていない。
七百七式・独楽屠り（こまほふり） / R.E.D.KicK（Rainbow Energy Dynamite KicK）
- 使用者：草薙京、京-2

空中に飛んで、体を捻ってしなる蹴りを放つ。ヒット効果は『'96』は横方向に吹き飛ばし、『'97』以降は地面に叩き付ける。気絶値が高い。当初は京が独自に編み出した新技として「R.E.D.KicK」の名を付けたが、後に草薙流にも既に同様の技（七百七式・独楽屠り）が存在したことが判明したという設定のため、作品によっては2つの技名が併記されている。「R.E.D.」とは「レインボー・エネルギー・ダイナマイト」の略であり、最後のKが大文字なのはスタッフのミスではなく公式の設定で、京の勘違いによるものとなっている。
真吾もこれに似た技「真吾キック」を使うが、そちらは上記「R.E.D.KicK（独楽屠り）」の模倣ではなく完全な別技で、アントニオ猪木対タイガーキング（初代タイガーマスク）の試合におけるタイガーマスクのキックを真似たものという設定になっている。小説版『KOF2000 STRIKERS STRIKE BACK』（コメディ編）でネーミングの悪さを指摘されて激怒した京から「だからR.E.D.KicKの名前を勝手に変えたのか」と詰め寄られたエピソードでは、真吾が同様に「タイガーマスクの技をコピーした」と語り「R.E.D.KicK」の模倣であることを否定している。
ネスツの京-2が使うものは「R,E,Dキック」（省略記号がピリオド3つではなくカンマ2つ、最後のキックがカタカナ）とさらに誤字が入っている。こちらもスタッフのミスではなく公式の設定で、ネスツが誤ってそのように技名登録をしたためとなっている。こちらは、『2002UM』ではさらに「,」が増えて「R,E,D,キック」となっている。
七百弐拾式・炎重（ほむらがさね）
- 使用者：草薙柴舟

炎を纏った掌底を上段に振り上げる技で、追加コマンド入力で逆の腕を同じように振り上げる。
九百拾式・鵺摘み（ぬえつみ）
- 使用者：草薙京、京-2

利き腕は相手の手足を掴められるよう手を開き対の肩口に添え、対の腕は拳を握るという「さばき」の型。前に屈み込むように両腕を構え、この時に相手の通常技を受けると、「外式・虎伏せ」か「外式・龍射り」のいずれかを決める、いわゆる「当て身投げ」属性の技。相手が攻撃をしてこなかった時は、突き上げ攻撃を繰り出す。
京-1の場合は通常技（しゃがみ強パンチ）として、また京-2の場合は「荒咬み」→「八錆」とつないだ時にキックボタンを入力すると、これの当て身不成立版（ただし、京-2のみ発火）が発動する。京-2に限り相手のガードを強制的に崩す効果を持つ。
外式・虎伏せ（とらふせ）
- 使用者：草薙京

「鵺摘み」で添えた手で相手の下段攻撃をさばき、「砌穿ち」のような下段突きで叩き伏せる。
『'96』および『2000』の一部攻略本では後述の「龍射り」と技名が入れ替わっている。
外式・龍射り（りういり）
- 使用者：草薙京

「鵺摘み」で添えた手で相手の上段の拳脚をさばき、「八錆」に似た動作で吹き飛ばす（もしくは地に叩き落とす）。
弐千式・変化の壱 地撃（ちげき）
- 使用者：草薙京

『'99EVO』のSP京・JUSTICEのストライカー動作。プレイヤー側から突進したあと、「闇払い」→突進して「琴月」の肘部分のみで攻撃して相手を吹き飛ばす。レベルによる違いは、威力と最後の吹き飛ばし後の追撃状態。
弐千式・変化の壱 水煙（すいえん）
- 使用者：草薙京

『'99EVO』のSP京・DARKのストライカー動作。プレイヤー側から「七拾八式」で登場。「闇払い」→「朧車」（この「朧車」は本来の2段目と3段目の間に「七拾八式」を挟む、4回攻撃）で攻撃したあと、挑発。レベルによる違いは「朧車」の攻撃回数。
蒼鬼（あおき）
- 使用者：京-1

踏み込みながら低い姿勢で左の肘を打ち込み、そのまま左肘を基点に半回転しつつ上方へ飛び上がり、炎を纏った右肘を打ち込む。他の草薙流の技（「琴月」の初段、「罰詠み」）を基に京-1が編み出した技であり、正規の草薙流の技ではない。
黒咬み（くろがみ）
- 使用者：京-1

京-1の特殊技で、炎を出さない「荒咬み」。
穂振（ほのふり）
- 使用者：京-1

これも京-1の特殊技で、炎を出さない「八錆」。発生は「黒咬み」よりも遅い代わりにしゃがみガード不可。

#### 八神流
百四式・鵺討ち（ぬえうち）
前方斜め上を切り付ける。
百九式・黄泉払い（よみばらい）
射程の短い炎を2連続で振り払う。
百弐拾七式・葵花（あおいはな/あおいばな）
前進しながらのショートアッパーを顎に2回打ち込んだあと、飛び込みながら両の拳を組んで打ち下ろす3連続入力の技。炎は用いない。原則として2発目のアッパーで相手を浮かせ、そこへダウン復帰不能の打ち下ろしを食らわす構成になっている。また、『MI』シリーズの『2』以降の強版と『XIV』のEX版では、最後の一撃が腕を振り上げ相手を打ち上げるものに変化する。
百弐拾九式・明烏（あけがらす）
突進技の1つで、走ってから爪で横薙ぎに切り付ける。
弐百参式・槌椿（つちつばき）
相手を片手で持ち上げ反対側に叩き付ける。叩き付けた相手を浮かせることができる。「屑風」と違い相手にダメージを与える。
参百拾壱式・爪櫛（つまくし）
前方へ一足飛びをしながら炎を纏った爪を振り下ろす。
技名の由来は、オロチ退治の際にスサノオがクシナダヒメを「湯津爪櫛」という櫛に変身させたことから。
参百拾壱点伍式・鉤爪櫛（かぎつまぐし）
『SNK GALS' FIGHTERS』と『君はヒーロー』のミスXが使用。庵の「参百拾壱式・爪櫛」とほぼ同じ技である。
四百壱式・衝月（つづき）
突進技の1つで、爪で掬い上げるように切り付ける。「葵花」の代わりに装備。草薙流の「四百壱式・罪詠み」と式番号が重複している。

### 超必殺技

#### 草薙流
（秘奥義） 裏百八式・大蛇薙（おろちなぎ）
- 使用者：草薙京、草薙柴舟、京-1

力を溜めてから前方へ手を振り、体を包み込むほどの量の炎で周囲を焼き払う。京がMAX版で使用する際は全身が炎に包まれ、「秘奥義」に昇華する。1800年前、この技でオロチを倒したことからこの名がついた。
京の場合は掲げた片手の先に炎を宿してから「闇払い」と同じ動作で炎を払い、柴舟は正面を向いて両手を合わせてから広げ、両掌の間に火の玉を生み出してから環状に腕を振るう。
『XIII』では、ジャンプ中にも出せる「空中大蛇薙」が追加。『XIV』では片手を掲げるまでの腕の動きが細かく描写されるようになり、その分片手を掲げたポーズで力を溜める描写が短くなっている。
亜型百八式・闇払い改（やみばらい かい）
- 使用者：草薙京 (Another Style)

『KOFクロニクル』で使用。巨大な闇払いを放つ。京が日本チーム代表として「KOF」に参加するより前の頃に、自分なりのアレンジを研究中の段階で編み出した技。
裏百弐拾壱式・天叢雲（あめのむらくも）
- 使用者：草薙京（『XIII』でのNEO MAX超必殺技）

指先から直線状に炎を飛ばし、ヒットすると自身の後方から巨大な火柱（10ヒット）を発生させる。
技名の由来は草薙の剣の別名である「天叢雲剣」。
百八拾弐式
- 使用者：草薙京

式番号のみで個別名称が珍しく付けられておらず、『'99』版他と『2000』版他でそれぞれ異なる技になっている。
『'99』、『EX』、『2002UM』、『頂上決戦最強ファイターズ』では「毒咬み」のように高速で踏み込んで肘を打ち込み、「轢鉄」のショートアッパーを決める2段技となっている。
『2000』、『2003』、『XI』、『EX2』、『MI2』、『MIA』、『SVC CHAOS』、『NBC』では身体を捻り力を溜めてパンチを打つ。より力を溜めるとガードブレイク性能が付く。
『XIV』では、通常版が『'99』と同様の肘打ちからのショートアッパーによる2段技。MAX版は通常版の動作に加え、吹き飛んだ相手に対して『2000』以降の身体を捻り力を溜めたパンチを叩き込むタイプで追撃を行うという、『'99』版と『2000』版を組み合わせた技になっている。
同じ技名で異なる内容になっている理由は「四百弐拾七式・轢鉄」同様に不明。
弐百七拾五式・薙鎌（なぎかま）
- 使用者：草薙柴舟（『NEOWAVE』のMAX2）

巨大な火柱を発生させたあと、火柱に多段の「闇払い」を7回自動発射させる。
伍百弐拾四式・神塵（かむくら）
- 使用者：草薙京（『2001』ではMAX超必殺技｡『2002』、『NEOWAVE』、『2002UM』ではMAX2｡『XI』ではリーダー超必殺技）

相手の胸倉を掴んで爆発を浴びせたあとに全身に炎を纏いながら、『2001』では2回の「毒咬み」→2回の「荒咬み」→「毒咬み」→「罪詠み」→「罰詠み」→「鬼焼き」と繋ぐ技。また『XI』では「毒咬み」と「荒咬み」を交互に2回ずつ計4回放ち、「九傷」→「八錆」→「七拾五式・改」から「大蛇薙」を決める。コマンド投げに分類され、相手を掴むまでに若干のタイムラグがある。
ライバルである庵の「八稚女」発動時の台詞を京が叫ぶ。
伍百伍拾伍式・神威（かむい）
- 使用者：草薙京

気合を込めてから拳を地面に打ち付け、巨大な爆炎を噴出させる。溜めることでヒット数と威力が増加する。
千百弐拾七式・都牟刈（つむがり）
- 使用者：草薙柴舟

「荒咬み」から「炎重」につなげ、最後に「闇払い」の動作で火柱を立てる（MAX版では全身に炎を纏い、「鳳麟」につないだあとに火柱を立てつつ「鬼焼き」で舞い上がり追撃する）。後述の無式と技の流れが似ている。
技名の由来は草薙の剣の別名である「都牟刈の大刀」。
裏千百弐拾七式・八重垣（やえがき）
- 使用者：草薙京（『XIV』でのCLIMAX超必殺技）

「荒咬み」からアッパー→「鳳麟」とつなげ、最後に「鬼焼き」で打ち上げる。式数や技構成には「都牟刈」（MAX版）との共通点が見られるが、全身に炎を纏ってはいない。
技名の由来は草薙の剣の別名である「八重垣剣」。
裏千弐百拾弐式・八雲（やくも）
- 使用者：草薙京（『XV』でのCLIMAX超必殺技）

「闇払い」とは反対の腕で地を這う炎を飛ばし、ヒットすると炎を纏った大振りのパンチとアッパーのコンビネーションで相手を打ち上げ、前方を振り払うようにして「日輪の紋」を描くように環状の炎を生み出し、落ちてきた相手を炎に包み込む。
千九百九拾九式・霧焔（きりほむら）
- 使用者:KUSANAGI

相手を指差し、「荒咬み」→「鬼焼き」の初段の肘打ち部分→ボディブローで浮かせたあと、拳を突き上げて爆発させる。『'99 EVOLUTION』における「霧島 翔」のストライカー動作「ロマンチックキリシマコンビネーション」を再現したものである。なお最後の爆発は相手にヒットした時のみ発生。
最終決戦奥義・無式（さいしゅうけっせんおうぎ・むしき）
- 使用者：草薙京、京-2

目の前に火柱を立ててから、その中を突っ切り、炎を全身に纏いながら多段化した（攻撃判定を持つ残像を伴った）連続攻撃を繰り出す。通常版は火柱→4回の「毒咬み」。MAX版は火柱→6回の「毒咬み」→1 - 3回の「罪詠み」→3 - 5回の「罰詠み」→1 - 2段の「鬼焼き」（『CAPCOM VS. SNK』では火柱→4回の「毒咬み」→4回の「荒咬み」→2段の「鬼焼き」）。草薙家が、オロチが再び甦ることを予測して編み出した技である。
別名として「三神技之壱」（さんじんぎのいち）（『2003』でのリーダー必殺技）があり、『NBC』においては通常版を「無式・壱之段」（むしき・いちのだん）として使用している。また、クローン京の一人である「京-2」と「KUSANAGI」はそれぞれ「無式」･「最終決戦奥義・零式」（さいしゅうけっせんおうぎ・ぜろしき）としてこの技を使用しており、前者はオリジナルに比べ、無敵時間が無い（オリジナルには少なくとも火柱発生直前まで無敵時間がある）、攻撃発生が遅い（『2002UM』にて改善）という特徴がある。
『ザ・キング・オブ・ファイターズ京』では「愛するものを守りたいという想いが極限まで高まらないと会得できない技」とされており、この技を使えない柴舟は妻である静に「なぜあなたは使えないの?」と突っ込まれていた。
『'98』までは、技名のあとに「（三神技の壱）」（こちらは、"さんしんぎのいち"）と表記されており、当時の開発者のインタビューでも、三神技の弐・参を含めた「三神技」全体を「無式」と表現し全て草薙の技であるとするコメントがあった。しかし『2003』で八神、神楽の両名が残りの「三神技」を使うことになり、無式も「三神技之壱」（さんじんぎのいち）とされている。これらは設定が変わったのか、別の技として扱っているのかは不明である。
「神技」の草薙流での位置付けに関する質問に、スタッフは「『神技』は他の技（表の式、裏の式、外式）とは別次元の技です。『神話（神）なる技』『幻の技』と呼ばれています」と回答している。また、旧SNK時代に発売されたドラマCDのドラマ中では「神拳」とも呼ばれている。
通常版を決めたあとに特定のコマンドを入力すると、京が決め台詞を言う。
最終決戦秘奥義・十拳（とつか）
- 使用者：草薙京（ネスツスタイル京の『XIII』でのNEO MAX超必殺技）

大きく振りかぶって片手に炎を溜め、全身に炎を纏ってパンチを繰り出す突進技。ヒットすると画面全体に炎が燃え上がったあと、相手が燃えたままダウンする演出が入る。
技名の由来は十束剣（十拳剣、とつかのつるぎ）。
天羽々斬（あめのはばきり）
- 使用者:草薙京-1

「大蛇薙」の溜め動作から、無式のように炎を纏った「毒咬み」につなぎ、「大蛇薙」で締める。
技名の由来は神剣・天羽々斬（あめのはばきり）。
朱天祓（しゅてんばらい）
- 使用者:草薙京-1

「砌穿ち」の動作で、炎を地に渦巻かせた（1ヒット）上で前方に走らせる（1ヒット）飛び道具。
技名の由来はヤマタノオロチの子と言われる酒呑童子（朱天童子、しゅてんどうじ）を祓うという意味。
火迦具槌（ひのかぐつち）
- 使用者:草薙京-2

「琴月」の強化版。ダッシュしての「鳳麟」から焔を纏った「琴月 陽」につなげる。
技名の由来は火の神・カグツチ。
布都御霊（ふつのみたま）
- 使用者:草薙京-2

垂直に螺旋上昇、8ヒットする「鬼焼き」。追加入力で炎を纏った「R.E.D.KicK」を頂点で繰り出す。
技名の由来は神剣・布都御魂（ふつのみたま）。
闇式・甘咬み（やみしき・あまがみ）
- 使用者：草薙京【ハロウィン】

『君はヒーロー』で使用。吸血鬼の衣装の京が相手を棺桶に閉じ込め、再び棺桶が開くと中身がユキに代わっており、棺桶の中で吸血して体力を回復する。

#### 八神流
禁七拾七式・禍風（まがかぜ）
一定時間、自らの意思でオロチの血の力を解放し、自身を強化する技。発動中は攻撃力が大幅に上昇し、動きもさらに素早くなるが、ガードできなくなる上に体力が徐々に減少していく。『MIA』では、一度だけゲージを消費せずに超必殺技が繰り出せる（追加技の「焔甌」が2ゲージ消費技になっているのはそのため）。この技の発動によってK.Oとなることはない。
庵も同じオロチの血を引くレオナ同様、ある程度オロチの血をコントロールすることができるようで、この技も暴走とは違い、発動後も庵は自我を保っている。
裏九拾壱式・八束脛（やつかはぎ）
ミスXが『SNK GALS' FIGHTERS』『君はヒーロー』で使用。画面外に消えたあと、スクーターに乗って相手に突撃する。
裏九拾三式・薙袖（なぎそで）
ミスXが『SNKヒロインズ 〜Tag Team Frenzy〜』で使用。背中から竹刀を取り出し、野球バットのように振って攻撃する。竹刀には飛び道具を跳ね返す効果もある。
裏百式・鬼焔（おにほむら）
暴走庵が『CAPCOM VS. SNK2』で使用。「鬼焼き」を3度繰り返す。
裏百八式・八酒杯（やさかずき）
闇払いと同じ動作で、相手の動きを封じる火柱を立てる。通常版は一定距離進むか敵に接触した際に火柱を上げる闇払いを放ち、MAX版では目の前から画面端に向かい次々と火柱を出現させていく攻撃となる。
草薙流の「大蛇薙」の対となる技であり、1800年前にオロチを封印した際はこの技でオロチを封じたと伝えられている。『'96』での三種の神器チームのエンディングでは、ゲーニッツに対してこの技を用いているが、その際放たれた炎の色は草薙と同じ紅い炎であった。
技名の由来は、スサノオがオロチを倒す際に8つの酒桶を使いオロチを酔わせたことから。
裏参百拾壱式・析爪櫛（さくつまぐし）
『'99』『2002UM』のみ登場。「爪櫛」の動作で相手に飛び掛かり、頭を掴んで押し倒す。そして相手の頭を掴んだまま「鬼焼き」のように舞い上がって相手を炎に包み放り投げる。弱と強とで、最初の一足飛びの距離が大幅に異なる。なお一部媒体では「析」が「折」と誤植されている。
裏参百拾壱点伍式・折曲爪櫛（おれまがりつまくし）
『SNK GALS' FIGHTERS』のミスXが使用。庵の「裏参百拾壱式・析爪櫛」とほぼ同じ技である。
裏参百拾六式・豺華（さいか）
地面から高角度で吹き上がる高威力の火柱を放つ。「八稚女」の追撃として使用する場合、爆発で吹き飛んだ相手を左右の爪で引き裂いてから火柱を立てる。
裏千拾八式・八醞（やしおり）
相手に触れると炸裂する炎の塊を放つ技。
名前の由来は、スサノオがオロチを倒す際、8つの酒桶それぞれに満たした「八塩折之酒（八醞酒）」。
裏千弐拾九式・焔甌（ほむらほとぎ）
『2002』『NW』でのMAX2、『MIA』での超必殺技、『XIII』での「炎を取り戻した庵」のNEO MAX超必殺技。
高い軌道で飛び込み、相手の首を掴んで押し倒し火柱を浴びせる。『2002UM』ではそこからさらに「鬼焼き」で舞い上がる。『KOFMIA』では、前述の「禍風」から派生する2ゲージ消費の超必殺技となっている（1ゲージ+禍風中の超必殺技1回分）。
裏千百参拾壱式・鬼燈（ほおずき）
『XV』でのCLIMAX超必殺技。腕に炎を纏った状態で突進し、ヒットすると下から掬い上げるようにして相手の首を掴み、「月輪の紋」を描く三日月形の軌跡で相手を地面に叩き付け、押さえ込んだまま炎を浴びせる。炎を浴びせる際、庵の声にオロチと思しき声が重なる演出があるが、相手がオロチチームの場合はこの演出がカットされる。
裏千弐百七式・闇削ぎ（やみそぎ）
『2000』と『XIII』(炎を取り戻した庵のみ)で登場。「黄泉払い」の動作で射程が無い炎を2回出したあと、止めに火柱を放つ。初段の炎が当たらないと一連の攻撃が発動しない。
禁千弐百拾壱式・八稚女（やをとめ/やおとめ）
八尺瓊の一族が八神と姓を改めオロチと契約したあとに、元々オロチ一族の技であった「八稚女」をアレンジして編み出された技。一瞬にして敵との距離を縮め爪で八度切り刻み（オロチの力を使用）、止めに首を掴んで爆発を浴びせる（八尺瓊の力を使用）。
炎の力をアッシュ・クリムゾンに奪われたという設定である『XII』『XIII』では、最後が首を掴んで爪で裂く演出となっているが、DLCである「炎を取り戻した庵」の場合は過去作と同じになる。『'95』では、爪による攻撃時に爪先に炎のエフェクトが発生し、相手が燃焼している。
MAX版は、『'96』 - 『'98』および『2002』では暴走状態となって敵を押し倒し、倒れた相手の手前に屈み込み連続で引き裂いたあと、両拳を叩き付けて3回攻撃し、最後の叩き付けと同時に爆発させる。『'99』と『2000』では通常版の最後の爆発が複数回に増加する。「豺華」が追加された『2001』以降は、『2002』を除いてMAX版による演出変化はなくなっていたが、『XIV』では『'95』のように爪での攻撃時に燃焼エフェクトが発生するほか、最後の爆発は『'99』『2000』と同様複数回となる。
「爪で八度切り刻む」動作の内容は、「甲・蛇避（攻撃判定あり）→参式→四式→九式→百八式・闇払いの動作→外式・夢弾（2段とも）→裏九式」で、この一連の動作は基本的に初登場時以来一度も変わっていない。
『XII』『XIII』では乱舞中の「闇払いの動作」が「百弐拾九式・明烏」に変更されており、MAX版は攻撃回数が増えて「甲・蛇避（攻撃判定あり）→参式×2→四式→九式→百弐拾九式・明烏→外式・夢弾（2段とも）→四百壱式・衝月→百四式・鵺討ち→裏九式」という乱舞内容に変化している。
『CvsS』では、LV2の止めが「琴月 陰」となり（のちの『SVC CHAOS』などでの暴走庵のものも同様）、LV3（MAX版）の止めは首を掴んだ相手を地面に叩き付け、両手を押し付けて爆発を浴びせたあと、屈み込みながら前述のMAX版八稚女の最後の攻撃のように両拳を叩き付けて爆発を起こす。
ミスXの場合、『SNK GALS' FIGHTERS』では『'96』 - 『'98』および『2002』のMAX版とほぼ同様だが、両手にナイフとフォークを持っており、画面下部に表示される台詞も合わせると「『いただきます』と叫んで敵を切り裂いたあと『こんなもの喰えるか』と叩き付ける」というパロディ化がされている。『SNKヒロインズ』では庵の通常版と同じ動きになっている。
技中の台詞は初登場時からほぼ一貫しているが、『NBC』、『MIA』の弱バージョン、『XIV』のMAX版では通常とは異なる台詞になる。『MIA』および『XIV』での後半の台詞は『'98』の勝利台詞の1つから取ったもの。
技名の由来は、末娘のクシナダヒメを除いてオロチに喰われてしまった、アシナヅチとテナヅチの8人の娘（＝八稚女）から。
禁千弐百拾八式・八咫烏（やたがらす）
『XIII』でのNEO MAX超必殺技, 『XIV』でのCLIMAX超必殺技。
その場で3本の巨大な軌跡を残しながら爪で下から上へ弧を描くように相手を引き裂く。ヒット時は真っ赤なシルエットが浮かび上がる。
オロチの血の力を使用した技で、発動すると暴走状態のように雄叫びを上げる。『XIV』ではさらに発動時の演出で、目が赤く染まる。ただし、間合いによってはダメージが大幅に下がり、目が赤く染まる演出も出なくなる。
技名の由来は八咫烏。
三神技之弐（さんじんぎのに） / ???!
前者はアッシュ編（『2003』 - 『XI』）でのリーダー超必殺技などで使用、後者は暴走庵が『SVC CHAOS』および『2002』で使用。
その場で爪櫛（後者は琴月 陰）の動作で相手を地面に押し付けたあとに、両手で相手の首を掴んで吊るし上げ自身ごと火柱に包み（ヒット数は前者が9、後者が12）爆発させる。『2003』でのみ、途中で火柱の色が蒼から赤に変わる。なお前者は打撃技、後者は打撃投げ扱いである。
『'97』当時の開発者は「三神技之弐および参は存在しない」、もしくは「『無式』は『三神技の壱』・『弐』・『参』と存在する。八尺瓊が八神となったあとに開発された技なので、八神は『無式』を知らない」と発言していた。

### 両流派の連係技
最終決戦奥義（さいしゅうけっせんおうぎ）
『NBC』での京と庵のアナザーダブルアサルト。庵が「三神技之弐」で相手を捕えている所に、京が全身を炎に包みながら「百八拾弐式」を叩き込む。『'97』（三種の神器チームエンディング）でのオロチを封印したシーンを再現したもの。